# Лусарди, Уго
Уго Америко Лусарди Мориниго (исп. Hugo Américo Lusardi Morínigo; 17 августа 1982, Коронель-Овьедо — 15 августа 2022, Куритиба) — парагвайский футболист, игравший на позиции полузащитника.

## Клубная карьера
Уго Лусарди начинал свою карьеру футболиста в парагвайском «Спортиво Лукеньо». Впоследствии он играл за парагвайские «Хенераль Кабальеро», «3 февраля», «Либертад», «Такуари», «Олимпия», «Насьональ», «Рубио Нью», «Соль де Америка», «Депортиво Капиата», чилийские «Кобрелоа» и «Палестино», а также за колумбийский «Депортес Толима». В составе «Либертада» Лусарди трижды выигрывал чемпионат Парагвая, а с «Насьоналем» один раз стал чемпионом страны и дошёл до финала Кубка Либертадорес в 2014 году.
С середины 2017 года Уго Лусарди выступал за парагвайский «Рубио Нью».
Скончался 15 августа 2022 года.

## Достижения
«Либертад»
- Чемпион Парагвая (3): 2007, Ап. 2008, Кл. 2008

«Насьональ»
- Чемпион Парагвая: Ап. 2011
- Финалист Кубка Либертадорес: 2014